# Юдельсон, Карл Сергеевич
Карл Серге́евич Юдельсо́н (4 июня 1904 — 1 января 1991) — советский учёный-юрист, доктор юридических наук, профессор, один из основоположников науки гражданского процесса. Заведующий кафедрой гражданского процесса Свердловского юридического института им. А. Я. Вышинского (1954—1965), заведующий кафедрой Саратовского юридического института им. Д. И. Курского (1965—1977).

## Биография
Родился 4 сентября 1904 года в г. Иркутске.
- 1924 год — окончил факультет права и местного хозяйства Иркутского государственного университета[1].
- С 1924 года — работал следователем революционного трибунала, юрисконсультом железных дорог.
- в начале 30-х годов — работал начальником договорного отдела Главметаллосбыта, при этом по совместительству консультантом и арбитром Госарбитража и арбитража Наркомчермета СССР в городе Свердловске.
- 1942 год — защита кандидатской диссертации на тему: «Институт регресса в советском гражданском праве».
- 1947 год — защита докторской диссертации на тему: «Проблема доказывания в советском гражданском процессе».
- 1949 год — присвоено учёное звание профессора.
- 1937 год — перешёл на преподавательскую работу в Свердловский юридический институт.
- 1944-1949 годы — исполняющий обязанности заведующего кафедрой судебного права Свердловского юридического института.
- 1949-1952 годы — профессор кафедры гражданского права и процесса Свердловского юридического института.
- 1952-1954 годы — исполняющий обязанности заведующего кафедрой гражданского права и процесса Свердловского юридического института.
- 1954-1965 годы — заведующий кафедрой гражданского процесса Свердловского юридического института.
- 1965-1977 годы — заведующий кафедрой гражданского процесса Саратовского юридического института.
- С 1977 года — профессор кафедры гражданского процесса Свердловского юридического института.

Умер 1 января 1991 года в Свердловске. Похоронен на Широкореченском кладбище.
К. С. Юдельсон являлся одним из основоположников науки советского гражданского процесса. Опубликовал более 250 научных работ. Им подготовлено 30 кандидатов юридических наук, 7 из которых стали докторами наук.

## Награды и звания
Ордена и медали
- Орден «Знак Почёта»
- медаль «За трудовую доблесть»
- и другие…

Звания
- Доктор юридических наук (1947)
- Профессор

## Публикации

### Книги
- Юдельсон К. С. Советский гражданский процесс. — М.: Гос. изд-во юрид. литературы, 1956. — 438 с.
- Юдельсон К. С., Кац А. К. Научно-практический комментарий к Положению о государственном нотариате. — М.: Юрид. литература, 1970. — 215 с.
- Юдельсон К. С., Зайцев И. М. Юридическая служба в народном хозяйстве. — Саратов: СГУ, 1976. — 239 с.
- Юдельсон К. С. Правовые вопросы организации и деятельности совнархозов. — М.: Госюриздат, 1959. — 339 с.
- Юдельсон К. С., Волжанин В. П. Советское гражданское процессуальное право. — М.: Юрид. литература, 1965. — 470 с.
- Юдельсон К. С., Ширвинский В. И. Советский нотариат. — М.: Госюриздат, 1959. — 375 с.
- Юдельсон К. С., Викут М. А. Гражданский процесс. — М.: Юрид. литература, 1972. — 439 с.
- Юдельсон К. С. Проблема доказывания в советском гражданском процессе. — М.: Госюриздат, 1951. — 292 с.
- Юдельсон К. С. Суд товарищей. — М.: Знание, 1965. — 79 с.

### Статьи
- Юдельсон К. С. Основные задачи и формы деятельности суда первой инстанции в советском гражданском процессе // Российский ежегодник гражданского и арбитражного процесса. № 3. 2004. — СПб.: Издательский дом С.-Петерб. гос. ун-та, 2005. — С. 678—715.
- Юдельсон К. С. Развитие правоохранительной функции в сфере гражданских правоотношений с участием граждан // Правоведение. — 1967. — № 5. — С. 158—163.
- Юдельсон К. С. Теоретические основы проблемы доказывания в советском гражданском процессе // Всесоюзный юридический заочный институт. Ученые записки. [Выпуск 1]. — М., 1948. — С. 78-98.